# Visual Basic for Applications
Visual Basic for Applications (VBA) ist eine Skriptsprache, die ursprünglich für die Steuerung von Abläufen der Microsoft-Office-Programmfamilie entwickelt wurde. Sie wurde aus dem von Microsoft entwickelten BASIC-Dialekt Visual Basic (VB) abgeleitet.

## Verfügbarkeit
Derzeit ist VBA in den Microsoft-Office-Programmen Word (ab Version 97), Excel (ab Version 5.0), Access (ab Version 95), Project, PowerPoint, FrontPage, Visio (ab Version 2000) und Outlook verfügbar. VBA löste seit Mitte der 1990er Jahre die untereinander inkompatiblen Makro-Sprachen der einzelnen Microsoft-Office-Programme ab.
Darüber hinaus wird VBA von der Corel Corporation lizenziert und ist in Corel Draw und Corel Photo-Paint sowie der iGrafx Produktpalette verfügbar. VBA wird auch als Makrosprache in AutoCAD, ArcGIS, ARIS, CATIA, SolidWorks, MindManager und vielen anderen Anwendungen eingesetzt. Microsoft Office 2008 für den Apple Macintosh bot keine VBA-Unterstützung, diese ist jedoch in der Version 2011 wieder integriert.

## Sprache
VBA gilt als leistungsfähige Skriptsprache und ist die am weitesten verbreitete Möglichkeit, auf Microsoft-Office-Anwendungen (Excel, Word, Access etc.) basierende Programme zu erstellen. VBA ist eine interpretierte Programmiersprache, deren Syntax der von Visual Basic (sowohl Visual Basic Classic als auch Visual Basic .NET) entspricht. Die Möglichkeiten und die Leistungsfähigkeit von VBA sind allerdings gegenüber Visual Basic deutlich reduziert. Beispielsweise wird ein VBA-Skript zwar vorkompiliert, um Variablen- und Konstantentabellen aufzubauen und syntaktische Überprüfungen durchzuführen, ein Kompilieren bis hin zu ausführbarem Maschinencode ist jedoch nicht möglich.
VBA ist vor allem für prozedurale Programmierung konzipiert. Klassen und Objekte können zwar syntaktisch dargestellt und implementiert werden, unterliegen jedoch den auch in Visual Basic Classic bestehenden Einschränkungen (fehlende Implementierungsvererbung); andere Merkmale wie Datenkapselung, Interface-Vererbung und Laufzeitpolymorphie können hingegen verwendet werden.
Der Zugriff aus VBA auf das jeweilige Wirtsprogramm (Word, Excel etc.) erfolgt über eine Programmierschnittstelle. In den jeweiligen Anwendungen stehen neben dem VBA-Kern (Kontrollstrukturen, Datentypen, mathematische Funktionen, Dateisystem) spezielle Objekte des Wirtsprogramms zur Verfügung. Diese Objekte ermöglichen es, Abläufe des jeweiligen Wirtsprogramms zu automatisieren. Da diese Schnittstelle über das Component Object Model (COM) realisiert wird, kann eine VBA-Anwendung auch auf andere COM-Komponenten als die vom Wirtsprogramm zur Verfügung gestellten zugreifen.
Im Gegensatz zu Visual Basic 6.0 und Visual Basic Script (VBS) besitzt VBA seit der Version 7.0 zusätzliche 64-Bit-Datentypen und Präprozessoranweisungen zur Fallunterscheidung von 32-Bit-Systemen und 64-Bit-Systemen.

## Kompatibilität zu VB.NET
Bis zur Visual-Basic-Version 6.0 ist es problemlos möglich, Module und Formulare zwischen VBA und VB auszutauschen. Seit der Umstellung von Visual-Basic auf das .Net-Framework ist dies nicht mehr möglich, da sich das Dateiformat geändert hat. Allerdings können Module (also Quelltext-Dateien) durch Umbenennung und gezielte Anpassungen an die .NET-Datenstrukturen überführt werden. Bei Formularen ist dies nicht möglich, sie müssen komplett neu erstellt werden. Alternativ gibt es die Möglichkeit, in Visual Studio.NET mit den Visual Studio Tools for Office System (VSTO) Add-Ins für die Windows-Version von MS Office zu entwickeln, die die gleichen Aufgaben übernehmen können wie klassische Makros.

## Sicherheit
Die Anwendungsmöglichkeiten von VBA sind nicht nur auf die Automatisierung der Wirtsanwendungen beschränkt. Der Leistungsumfang von VBA umfasst auch wesentliche Funktionen von Visual Basic und alle auf COM basierten Anwendungen des ausführenden PC. Daher können VBA-Anwendungen, ebenso wie viele andere Windows-Anwendungen, schädlichen Code enthalten.
Statt eines A-priori-Sicherheitskonzeptes, bei dem möglicherweise gefährliche Funktionen schon beim Sprachentwurf eingeschränkt oder die Makroausführung mittels einer Sandbox vom restlichen System abgeschirmt wird, stellt Microsoft-Office lediglich im Nachhinein Methoden zur Absicherung der Programmausführung wie etwa eine Prüfungsmöglichkeit eventuell vorhandener Makrozertifizierung zur Verfügung. Diese Faktoren, kombiniert mit der leichten Erlernbarkeit von VBA, führten zur Verbreitung von Makroviren. Neuere MS-Office-Versionen fragen vor der Ausführung von VBA-Programmen nach und empfehlen, nur vertrauenswürdige und mit überprüfbaren Zertifikaten ausgestattete Makros zuzulassen. Zum Schutz vor Einsichtnahme kann der VBA-Code durch ein Kennwort geschützt werden. Dieser Schutz konnte in der Vergangenheit teilweise recht einfach ausgehebelt werden, z. B. durch Import in die äquivalente Anwendung des OpenOffice.org-Paketes.

## Verwendung
In Unternehmen wird VBA häufig verwendet, um schnell kleinere IT-Lösungen zu realisieren oder um Prototypen für spätere native Softwareanwendungen zu evaluieren.
Zahlreiche Websites und Newsgroups beschäftigen sich mit VBA.

## Vorteile
- Allgemein: Die Möglichkeit zur Programmierung von Makros erhöht den Nutzwert der damit verknüpften Basis-Anwendungen, die dadurch eine Erweiterbarkeit mit anwenderspezifischen Funktionen erhalten.
- Vergleichsweise einfach zu erlernende Sprache (BASIC wurde für Programmier-Anfänger entworfen);
- großer Funktionsumfang im Office-Bereich durch die vielen Funktionen der Basis-Anwendungen;
- anwendungsübergreifend über COM, das auch von vielen nicht-Microsoft-Anwendungen angeboten wird;
- aufgrund seiner Verbreitung gibt es eine Vielzahl von freien Programmsammlungen, Literatur und kommerziellen Angeboten;
- da sich die Programme in eigenen Add-Ins kapseln lassen, können sie nach Bedarf zur Anwendung dazugeladen werden.

## Nachteile
Wird die Schaffung einer sauberen und langfristig nutzbaren Programmierung angestrebt, dann ist es sinnvoll, dass die mit VBA entwickelten Skripte bzw. Makros und deren Struktur den Standards der Software-Entwicklung entsprechen. Aus diesem Grund ist es notwendig, VBA-Projekte genauso zu konzipieren wie andere Softwareprojekte und den sonst bei Makros üblichen Ad-hoc-Programmierstil zugunsten eines gut geplanten Softwareentwurfes abzulegen.
Die vorhandenen Einschränkungen in VBA erschweren auch für erfahrene Entwickler den Einsatz moderner Programmier- und Entwurfstechniken, wie sie in VB.net möglich sind. Nach einiger Zeit können mit VBA in der Praxis deshalb Softwaresysteme entstehen, die kaum mehr sinnvoll weiterentwickelt werden können, da ihre Struktur zu komplex und kaum durchschaubar ist.

## Beispiel
Beispiel für eine benutzerdefinierte Funktion in Excel, welche den vorherigen Geschäftstag zurückliefert.

### VBA ab Office 97
```
Public
 
Function
 
VorherigerGeschaeftstag
(
dt
 
As
 
Date
)
 
As
 
Date

    
Dim
 
wd
 
As
 
Integer

    
wd
 
=
 
Weekday
(
dt
)
  
' Weekday liefert 1 für Sonntag, 2 für Montag usw.

    
Select
 
Case
 
wd

        
Case
 
1

            
' Auf Sonntag wird Datum vom letzten Freitag zurückgegeben

            
VorherigerGeschaeftstag
 
=
 
dt
 
-
 
2

        
Case
 
2

            
' Auf Montag wird Datum vom letzten Freitag zurückgegeben

            
VorherigerGeschaeftstag
 
=
 
dt
 
-
 
3

        
Case
 
Else

            
' Andere Tage: vorheriges Datum wird zurückgegeben

            
VorherigerGeschaeftstag
 
=
 
dt
 
-
 
1

    
End
 
Select

End
 
Function

```

### VBA unter Office 95
VBA wurde in Excel 95 lokalisiert, das Codebeispiel auf einer deutschsprachigen Installation von Excel 95 würde so aussehen:
```
Funktion
 
VorherigerGeschaeftstag
(
dt
 
Als
 
Datum
)
 
Als
 
Datum

    
Dim
 
wd
 
Als
 
integer

    
wd
 
=
 
Wochentag
(
dt
)
 
' Wochentag liefert 1 für Sonntag, 2 für Montag usw.

    
Prüfe
 
Fall
 
wd

        
Fall
 
1

            
' Auf Sonntag wird Datum vom letzten Freitag zurückgegeben

            
VorherigerGeschaeftstag
 
=
 
dt
 
-
 
2

        
Fall
 
2

            
' Auf Montag wird Datum vom letzten Freitag zurückgegeben

            
VorherigerGeschaeftstag
 
=
 
dt
 
-
 
3

        
Fall
 
Sonst

            
' Andere Tage: vorheriges Datum wird zurückgegeben

            
VorherigerGeschaeftstag
 
=
 
dt
 
-
 
1

    
Ende
 
Prüfe

Ende
 
Funktion

```